# Lordi
A Lordi finn heavy metal / hard rock együttes. Jellemző rájuk szörnyekre, zombikra emlékeztető színpadi jelmezük, és a koncertjeiken látható pirotechnikai, és egyéb effektusok.
A csapatot Mr. Lordi alapította 1992-ben. Debütáló albumuk, a Get Heavy 2002-ben jelent meg, miután sikeres lett első kiadott daluk, a Would You Love a Monsterman? Az együttes 2006-ban tett szert világhírnévre, amikor az általuk képviselt Finnország először nyerte meg az Eurovíziós Dalfesztivált, a Hard Rock Hallelujah című számmal.
A zenekar nagy elismerésnek örvend Amerikában, Japánban, Franciaországban, Németországban, Finnországban, és szerte Európában. A 2008-as Dark Floors című film arany DVD lett Finnországban.
Magyarországon eddig hétszer jártak: 2009. március 11-én és 2010. november 17-én a Petőfi Csarnokban, 2013. december 17-én pedig a Barba Negra Music Clubban léptek fel. 2015. február 24-én és 2016. október 4-én ismét az utóbbi helyen tartottak koncertet. 2018. november 14-én Sexorcism albumukkal léptek fel a Barba Negra Music Clubban. 2020. február 16-án a Killectour keretein belül elsőként Budapesten a Barba Negra Music Clubban léptek fel.

## Tagjai
Tomi Putaansuu 1992-ben indult el a zenei pályán, ekkor 18 éves volt. De ekkor még nem zenekart alapított, hanem szólókarrierben akart zenész lenni. Egy interjúban elmondottak szerint 1994-1995 táján gondolta úgy, hogy zenekart kéne építenie a szólózásból. Putaansuu akkoriban a finn Kiss fanclub, a KISS Army elnöke volt. Egy ilyen összegyűlésen találkozott Sami Wolking-al, akinek felajánlotta a basszusgitáros posztot épülő zenekarába, azonban Wolking ezt akkor még visszautasította. Putaansuu itt ismerkedett meg többek között még Sampsa Astala dobossal is.
1996-ban Putaansuu egy Kiss koncerten találkozott a zenekar következő kettő tagjával Jussi Sydänmaa gitárossal, és Sami Keinänen basszusgitárossal. Ez utóbbi 1999-ben munkaügyi okokból Angliába ment és távozott a zenekarból, helyére Sami Wolking érkezett. 
Eközben 1997-ben érkezett a billentyűs hangszerek mögé Erna "Enary" Siikavirta. Eredetileg az volt a tervük, hogy dobos nélkül játszanak. 2000-ben viszont ezt az álláspontot megváltoztatták, és a dobok mögé Sampsa Astala került, aki a már korábban távozott G-Stealer unokaöccse. 
2002-ben Magnum azonban nappali munkájának fenntartása érdekében elhagyta a zenekart, amely ekkor még nem rendelkezett biztos jövedelemmel. A Get Heavy felvételein viszont még ő felel a basszusért. Az új basszer Niko Hurme lett Kalma álnévvel, aki korábban együtt zenélt Kitával az SO finn rockbandában. Ez a felállás egészen 2005-ig állt fenn, mígnem Enary, és Kalma kiléptek. Helyükre Awa, és Ox kerültek. Ez a felállás 2006 januárjában játszott először közösen a rajongóknak. 2010-ben bejelentették, hogy Kita kilép a zenekarból, helyére Otus (Tonmi Lillman) került, aki 2012 februárjában elhunyt.
2012-ben Awa magánéleti okokra hivatkozva távozott a zenekarból, ezután a zenekarnak két új tagja lett, Mana lett az új dobos, Hella pedig az új billentyűs.
2019-ben Ox kilépett a zenekarból hogy régi álmait meg tudja valósítani, Ox után Hiisi lett az új basszusgitáros.
Jelenlegi felállás
- Mr. Lordi – ének (1996-napjainkig, alapító)
- Amen – gitár (1996-napjainkig, alapító)
- Hella – billentyűs hangszerek, vokál (2012-napjainkig)
- Mana – dobok (2012-napjainkig)
- Hiisi – basszusgitár (2020-napjainkig)

Korábbi tagok
- G-Stealer – basszusgitár (1996-1999; alapító)
- Magnum – basszusgitár (1999–2002)
- Kalma – basszusgitár, vokál (2002–2005)
- Enary – billentyűs hangszerek, vokál (1997-2005; alapító)
- Kita – dobok, vokál (2000-2010; a zenekar első dobosa)
- Otus – dobok (2010–2012)
- Awa – billentyűs hangszerek (2005-2012)
- Ox – basszusgitár (2005-2019)

Átmeneti tagok
- The Drummer – dobok (Otus halála után a 2012-es fesztiválszezonban) [1]
- Nalle – billentyűsök (Hellát helyettesítette a 2015-ös és a 2017-es fesztiválszezonban)

## A zenekar története

### Korai évek (1996–2002)
A zenekar énekese Tomi Putaansuu ugyan már 1992-től elindult zenei karrierben, ám csak 1994-1995 táján gondolta úgy, hogy zenekart kéne felállítania. Addig szólókarrierben próbálkozott. 1996-ban, Putaansuu KISS koncertre ment, ahol megismerkedett a zenekar következő két tagjával: G-Stealerrel, és Amennel.
Ez volt a Lordi eredeti felállása, majd 1997-ben Erna Siikavirta "Enary” néven beállt a zenekarba szintetizátorozni. Ugyanebben az évben szert tettek legelső menedzserükre. A zenekarnak először az volt az elképzelése, hogy dobos nélkül játsszon. Így vállalkoztak arra, hogy 1999-ben elkészítsék debütáló albumukat. Az albumot Sami Wolking stúdiójában vették föl, akit Putaansuu már 1995-ben hívott a csapatba basszusgitározni. Az album 17 dalt tartalmazott, és a Bend Over And Pray The Lord nevet kapta. Miután az albumot felvették, és kiadót nem találtak mellé, a lemezt soha nem adták ki, és a dallista is ismeretlen. Az album a tervek szerint az Anaconda Records gondozásában került volna a boltokba.
Még 1999-ben G-Stealer munkaügyi okokból távozott Angliába, és Putaansuu ismét Wolkingot kérte föl a basszusgitáros posztra. Wolking Magnum néven állt be a zenekarba basszusgitározni. A csapat még mindig dobos nélkül állt, és 2000-ben jött csak el az idő arra, hogy az egykor még zenekari tag G-Stealer unokaöccse Sampsa Astala legyen a zenekar dobosa, Kita néven. Kita unokatestvére volt jelmezét kapta meg.
2002-ben, a zenekar leszerződött a Sony BMG kiadóval, és kiadták maxi CD-n a csapat első dalát, a Would You Love A Monsterman?-t. Ehhez a dalhoz videóklip is készült, majd még ugyanebben az évben kiadták első nagylemezüket.

### Áttörés (2002–2003)
A zenekar első albumát 2002-ben jelentette meg, T.T. Oksala producer közreműködésével. Az albumot Finnországban, és Németországban adták ki, Get Heavy névvel. A lemez borítóját a nagy példakép KISS, 1977-es albumának, a Love Gun borítójáról mintázták. Az album hatalmas sikereket hozott a zenekarnak, igaz csak ebben a két országban. Csak Finnország területén 67 000 példány talált gazdára. A zenekarban azonban változások történtek. Magnum kilépett, nappali munkájának fenntartása érdekében, mivel a Lordi ekkor még nem rendelkezett biztos jövedelemmel. Első igazán nagy koncertjüket 2002. december 8-án tartották, Helsinkiben. 2003 tavaszán egy németországi turné következett, a Wacken Road Show 2003, majd még nyár végén felléptek a Wackeni fesztiválon.
A sikereket csak növelte az, hogy 2003-ban új kislemez jelent meg, valamint egy videóklip is, mindez a "Devil Is A Loser" című dallal kapcsolatban. A dal már a Get Heavy-n is szerepelt. A dal nagy siker lett, köszönhetően pörgősségének, és a fülbemászó refrénnek. Az áttörést segítette az is, hogy a Get Heavy lett 2002 legjobb hard rock/heavy metal albuma, az Emma-gálán. A Lordi valaha volt egyik legnagyobb koncertje, a 2003-as Rauma városban tartott fellépés volt. Itt előadták, a másik nagy példakép Alice Cooper "He's Back (The Man Behind The Mask)" című dalát.

### Lassítás (2004–2005)
A zenekar 2003 kései szakaszában látott neki a következő stúdióalbum felvételeinek. A produceri teendőket ezúttal viszont nem Oksala, hanem Hiili Hilsema látta el, aki több HIM kiadványt is producerelt már. Az album felvezető kislemeze a "My Heaven Is Your Hell" március 31-én került a boltokba, majd április hónapban kijött az új album, The Monsterican Dream névvel. Az album igazán sikeres dala, a "Blood Red Sandman", amely kislemezként is megjelent, majd videóklip is készült a dalhoz. Az albumból mindössze 33 000 példány fogyott Finnország területén. Ez fele annyi értékesített példányt jelent, mint elődje, a Get Heavy.
A zenekar szerepet kapott egy filmben is. 2004-ben mutatták be a The Kin című filmet, amelyben a zenekar alakítja a szörnyeket. A filmben szerepel az a lány is, aki a zenekar első videóklipjében, a Would You Love A Monsterman?-ben is szerepel.
A zenekar azt az elismertséget, amelyet Finnországban kapott, megpróbálta kiterjeszteni más országokra is. 2005-ben a Sanctuary Records kötött velük szerződést Nagy-Britanniában. Így jelent meg 2005-ben a The Monster Show válogatáslemez, amely a Get Heavy, és a The Monsterican Dream legjobb dalait tartalmazza. Eredetileg azt tervezték, hogy az albumot az Amerikai Egyesült Államokban is kiadják, ám némi nehézségek akadtak, amelyek ezt megakadályozták. A CD-t Finnországban a Sony adta ki.
Ezek után a zenekar egy európai turnéra indult, a már megjelent kettő lemez dalaival. Ez volt az Europen Monstour. Azonban a koncertkörút alatt kiéleződtek a tagok közötti ellentétek. Ennek következtében a turné végeztével Mr. Lordi kirúgta a zenekarból a szintetizátoros Enary-t. Helyére Awa került. A zenekar így látott hozzá a következő album előkészületeinek.

### 2006-os Eurovíziós Dalfesztivál nyertese (2006–2008)
Még Kalma társaságában készítették el a The Arockalypse című albumot. A zenekar számos sikerdala ezen a lemezen található. Ilyen felvétel például a Hard Rock Hallelujah, a Who's Your Daddy?, az It Snows In Hell, a They Only Come Out At Night, vagy a Bringing Back the Balls to Rock. Az albumon kevésbé van erőltetve a szintetizátor, és a billentyűs hangszerek. Ez érződik is a The Kids Who Wanna Play With The Dead, a Supermonstars (The Anthem of the Phantoms), és a The Deadite Girls Gone Wild című dalokban. Mindennek ellenére az album sikeres lett, és Finnországban az első helyre került a listákon. Hazájukban 97 149, Európában pedig 350 000 példányt sikerült értékesíteni. Ez volt a zenekar első albuma amely Finnország, és Németország mellett, még az USA-ban, Kanadában, és Japánban is a boltokba került, bár a Get Heavy-t a zenekar amerikai és kanadai kiadója 2008-ban Észak-Amerikában is megjelentette.
A zenekar számára az újbóli áttörést a 2006-os Eurovíziós Dalfesztivál jelentette. 2006 márciusában döntötték el a finnek, hogy őket indítják az Eurovíziós dalfesztiválon. A nemzeti döntőn a nézők szavazatainak 42,2%-át szerezték meg, tizenegy vetélytársukat megelőzve.
Az elődöntőt 2006. május 18-án Athénban rendezték, ahol sikerült az első tíz között végezniük, ezzel jogot nyertek arra, hogy a 3 nappal későbbi döntőben is előadhassák dalukat. 2006. május 20-án a döntőben 292 pontot szereztek, maguk mögé utasítva a 248 pontot kapó orosz Dima Bilant, és a bosnyák Hari Mata Hari együttest, akik 229 pontot értek el. Ezzel a győzelemmel a Lordi Finnország első győzelmét szerezte az Eurovíziós Dalfesztiválok történetében. A szabályok szerint a döntő után hozták nyilvánosságra az elődöntő eredményét, amit szintén a Lordi nyert a bosnyák és az orosz versenyzőt megelőzve.
A zenekar, miután megnyerte a fesztivált, Finnország fővárosában, Helsinkiben tartott egy koncertet, amelyből kijött egy DVD is, a Market Square Massacre. A koncertnek hatalmas sikere volt. A színpad a tengerpart mellett, a kikötőtől nem messze lett felállítva, és hatalmas tömeg gyűlt össze a koncertre. A koncertet a 2006-os album intrója az "SCG3 Special Report" nyitotta meg, majd a Bringing Back The Balls To Rock című dallal vette kezdetét a tényleges koncert. Ezen a koncerten a zenekar, a 2002-es kitörés óta elkészített legsikeresebb számait játszotta el (pl: "Devil Is A Loser"; "Would You Love A Monsterman?"; "It Snows In Hell" ). Azonban a koncertet a legnagyobb sikert elért dal, "Hard Rock Hallelujah" zárta le.
A verseny megnyerésével a zenekar nagyobb népszerűségre tett szert, mint korábban. A zenekar terve az volt, hogy csak a reklám kedvéért nevez be a versenybe, arra nem gondoltak, hogy nyerhetnek is. Mr. Lordi a Hammer World Magazin 2007. februári számában a következőket nyilatkozta:
"Pusztán a reklám kedvéért neveztünk be. Tudtuk, hogy így egy csomóan látni fognak minket a tévében, de arról nem is álmodtunk, hogy akár nyerhetünk is. A döntő környékén kezdte mindenki azt mondogatni, hogy akár nagy meglepetést is okozhatunk. 3-4 évnyi kemény munkát spóroltunk meg azzal az egyetlen éjszakával, amikor megnyertük a versenyt. Szerencsére már korábban is volt egy kisebb rajongói bázisunk, nem voltunk teljesen ismeretlenek. Ha nem nyerjük meg a versenyt, akkor is turnéznánk, csak éppen kisebb helyeken, és valószínűleg nem kapnánk meghívásokat olyan fesztiválokra, mint akár a Wacken is."
A Lordi 2006-ban és 2007-ben végig turnézott. A Bringing Back The Balls To Europe európai turné nyitóestjéről egy DVD lemez is készült, a Bringing Back the Balls to Stockholm. 2007-ben Japánban is turnéztak, az oszakai koncertről pedig egy koncertlemez jött ki, a Who’s Your Monster?. Ezen kívül felléptek az Ozzfest-en, és az USA több pontján. A 2007-es New York-i koncerten az It Snows In Hell című dalban megjelent a színpadon a Twisted Sister-t megalapító Jay Jay French, aki a gitárszólót játszotta el ez alkalommal (Jay Jay, a Lordi 2006-os, The Arockalypse című albumán is feljátszott egy gitárszólót, a Chainsaw Buffett című dalban.
Továbbá a Lordi 2006-ban új menedzserre tett szert. Arska Tainien-nel 9 év után 2006-ban szakítottak, és helyére Bill Aucoin került. Aucoin 1973 és 1981 között a Lordi nagy példaképének, a Kissnek volt a menedzsere.
2008 első felében is turnéztak. Itt többek között Új-Zélandon léptek föl, a Rock2wngt fesztiválon. A zenekar a turné befejeztével neki látott a negyedik stúdióalbum előkészületeinek.

### Filmszerep és a negyedik stúdióalbum, a Deadache (2008–2010)
2008 februárjában volt a Dark Floors finn horrorfilm bemutatója. A film egy kórházban játszódott, ahol szörnyek garázdálkodnak. A zenekar kapta a szerepeket, és a tagok alakították a szörnyeket. A film főcímdala a Beast Loose In Paradise című dal volt, amely a Lordi első kislemeze is egyben 2008-ban. Január 9-én került a boltokba.
A zenekar 2007 végén vette elő a demót, és elkészítette belőle a film főcímdalát. A dal felkerült a Deadache album japán kiadására is, mint bónuszfelvétel.
A zenekar május hónapban állt neki az album felvételeinek. Május 10-én került ki a hivatalos honlapra a hír, miszerint a Lordi stúdióba vonul, felvenni az új albumot. Júniusban végeztek a felvételekkel, és ezután egy európai turnéra indultak. A zenekar új jelmezeket is készített magának az albumhoz, amelyeket először az október 17-i berlini koncert alkalmával viseltek.
Az album első kislemeze szeptember 3-án került a boltokba. Ez volt a Bite It Like A Bulldog. Az album maga október 27-én jelent meg. Novemberben egy amerikai turnéra került sor, majd decemberben kijött a második kislemez, a címadó dallal. Az album európai turnéja 2009. január 29-től március 29-ig tartott. Ebben a koncertkörútban érintették Budapestet is, március 11-én.

### Babez for Breakfast (2010–2012)
A zenekar 2010. szeptember 15-én jelentette meg 5. stúdióalbumát, amely a Babez for Breakfast nevet kapta. A CD első kislemeze a This Is Heavy Metal, a második pedig a Rock Police lett. Az album kiadása után a zenekar dobosa, Kita elhagyta a zenekart, utódja Otus lett.
2012. február 14-én, 38 éves korában, váratlanul elhunyt Otus (Tonmi Lillman), az együttes dobosa. A halál oka ismeretlen. A zenekar 2012. április 25-én jelentette be, hogy Otus megüresedett helyére egy új tag került. Jelenleg még csak alkalmi jelmeze van és még neve is ismeretlen. Igazi jelmezét és nevét az új album megjelenésekor fedik fel  Utólag kiderült róla, hogy nem ő a végleges új dobos, csupán a koncertek alkalmával segítette a zenekart, a jelmez Jimmy Hammert rejtette.
A zenekar 2012. június 25-i közleményében bejelentette, hogy Scarchives Vol.1 néven szeptember 3-án meg fog jelenni egy DVD-t és egy CD-t tartalmazó csomag. A CD-n a zenekar 1997-ben felvett, ezidáig kiadatlan albumuk, a Bend Over and Pray the Lord hallgatható meg, míg a DVD-n a zenekar legelső, 2002-es koncertje található. 
Otus hirtelen távozása után újabb tagtól kell megválnia a zenekarnak. A csapat 2012. július 25-én, internetes oldalán bejelentette hogy billentyűsük, Lady Awa el kívánja hagyni őket. 

### Az új tagok, és a 6. nagylemez, a To Beast or not to Beast (2012–2014)
2012. december 17-én a zenekar hivatalos honlapján bemutatta az új jelmezeket, valamint a két új tagot. A dobos Mana, míg az Awát pótló billentyűs a Hella nevet kapta. Az új jelmezekkel együtt az új album címét, és megjelenési dátumát is közzétette. A 6. stúdióalbum 2013. március 8-án fog megjelenni, To Beast Or Not To Beast címmel , első kislemeze a The Riff 2013. február 8-án jelenik meg.  2013. január 22-én a zenekar hivatalos Facebook oldalán, és weblapján közölte, hogy 6. stúdióalbumuk a vártnál előbb, március 1-jén fog megjelenni, míg az USA-ban március 19-én jelenik meg a lemez. 
A zenekar klipet is forgatott a The Riff című számhoz. A videó egy cseh szupermarketben játszódik egy playmate, Dominika Jandlova főszereplésével, akit vécépapír-vásárlás közben megtámadnak a zombik.  Archiválva 2013. október 4-i dátummal a Wayback Machine-ben A videóklip február 27-én jelent meg. A videó megosztotta a rajongókat, sokan hiányolták a történet és a dalszöveg közötti összefüggést.
A zenekar a lemezbemutató-turné második szakaszában Budapestre is ellátogat, 2013. december 17-én a Barba Negra Music Clubban lépnek fel. 
2013 decemberének második felében a zenekar közös miniturnéra indult a Subway to Sally zenekarral.
2013 szilveszterén a zenekar hivatalos Facebook oldalán megjelent egy videó, melyben a tagok boldog új évet kívánnak, valamint bejelentik, hogy remélhetőleg 2014-ben kijön az új stúdióalbumuk, az album címében szereplő szavak kezdőbetűi pedig S, F és O.

### Scare Force One, a hetedik nagylemez (2014–2016)
A zenekar 2014 májusában megkezdte a felkészülést a hetedik nagylemezük stúdiófelvételeire, 2014. június 2-án pedig elkezdődtek az album stúdiófelvételei. Az album producere Mikko Karmila.
2014. július 31-én közzétették, hogy a hetedik stúdióalbum címe Scare Force One lesz, és október végén, Halloweenkor jelenik meg. A Scare Force One első kislemezdalának Nailed By the Hammer of Frankenstein a címe, és 2014. szeptember 19-én jelenik meg.
2014. október 30-án megjelent az első klip az albumhoz, mely a címadó Scare Force One dalhoz készült.
2015. február 24-én a zenekar újra hazánkba látogat, ismét a pesti Barba Negra Music Clubban fognak fellépni.
2015 februárjában Hella a Facebook oldalán jelentette be, hogy terhes, de ennek ellenére a Scare Force One turnéját végigcsinálta a zenekarral. A terhes Hellát a nyári fesztiválkoncerteken egy ideiglenes billentyűs, Nalle helyettesítette, aki 2015. június 6-án debütált a színpadon Rovaniemi városában.
2015 szeptemberében Mr. Lordi egy ausztrál magazinnak adott interjúban elmondta, hogy a zenekar 2015 decemberében megkezdi a nyolcadik nagylemez stúdiómunkálatait, és az album 2016-ban lát majd napvilágot. Ennek ellenére csak négy hónappal később, 2016. április 19-én vonultak stúdióba, hogy felvegyék az új nagylemezt.
2016. május 14-én Mr. Lordi, Amen és Mana vendégként feltűntek a 2016-os Eurovíziós Dalfesztivál döntőjében.

### Nyolcadik nagylemez, Monstereophonic (Theaterror Vs. Demonarchy) (2016–2017)
A cseh Metalfesten való június 4-i fellépés után Mr. Lordi egy interjúban erősítette meg, hogy az új album 2016. szeptemberében jelenik meg, melyet október 1-i kezdéssel turné is követ European Monstour 2016 névvel. A turnéban Budapestet érintik október 4-én, amikor ismét a Barba Negra Music Clubban lépnek fel.
Mr. Lordi elmondása szerint az új album első fele klasszikus "lordis" dalokat fog tartalmazni, a második fele viszont progresszív hangzású dalokból fog állni, amik koncepciós jelleggel egy történetet mesélnek majd el.
2016. június 17-én ExtraLORDInary néven Lordi kiállítás nyílt Helsinkiben, az Eurovíziós Dalfesztivál megnyerésének tizedik évfordulója alkalmából.
2016. július 13-án bejelentették, hogy az új album Monstereophonic (Theaterror Vs. Demonarchy) címmel jelenik szeptember 16-án Európában, illetve szeptember 30-án az USA-ban, az új lemez első kislemezdala pedig a Hug You Hardcore című dal lett, augusztusi 26-i videóklipes megjelenéssel.
Az őszi European Monstrour 2016 turnén kívül egy 2017 februárjában induló észak-amerikai turnén is bemutatja a zenekar új albumát.
2017. májusában Hella ismét terhességet jelentett Facebook oldalán. Távolléte alatt, csak úgy, mint legutóbbi terhességi idején, Nalle helyettesítette a koncerteken.
2017. szeptember 8-án Amen a hivatalos Instagram oldalára feltöltött egy videót, melyen a kilencedik Lordi albumhoz írt demokat hallgatta. Ezzel nyilvánosságra hozta, hogy megkezdődtek az új album munkálatai.

### Sexorcism (2018–2019)
2018. március 8-án a zenekar hivatalos Facebook-oldalán nyilvánosságra hozta, hogy kilencedik nagylemezük a Sexorcism címet kapja, 2018. május 25-i megjelenéssel. Az albumot az eddigi legmegosztóbb lemezükként jellemezték.
A Sexorcism-nek két kislemeze illetve videóklipje jelent meg, az egyik a Naked In My Cellar, a másik a Your Tongue's Got The Cat nevet viseli.
Az album utolsó dala a Haunting Season, aminek a végén harangszó van. Ez azért van, mert amikor Mr. Lordi édesapja meghalt, a temetésén Mr. Lordi felvette az apja emlékére elhangzott harangszót, és belerakta a dal végére tisztelgésképpen az édesapja emlékére.
2019. március 14-én a Lordi bejelentette hogy Ox elhagyja a zenekart hogy régi álmait megvalósíthassa, helyére Hiisi került. Ez az utolsó album amiben Ox munkálkodott.

### A Tizedik Nagylemez, Killection (2020–2022)
2019 májusában a zenekar bejelentette az új album stúdiói munkálatait.
2019 szeptemberében a zenekar nyilvánosságra hozta az új album nevét, miszerint az új album neve Killection lesz. Ugyanekkor jelentették meg a KillecTour turné időpontjait, és helyszíneit. 2019 őszén mutatták be az új basszusgitárost Hiisi néven. Ugyanekkor lett nyilvánosságra hozva az új album albumborítója, a dallistája, és az új jelmezek, valamint az alapötlet, miszerint a Killection egy fikciós válogatásalbum, és amit hét különböző stúdióban vettek fel, ennek a célja pedig az, hogy az egész album emlékeztessen a retro 70-es, és 80-as évekre.
2019. október 27-én a zenekar gitárosa, név szerint Amen kiadta első szólólemezét Stone And Stars címen.
Novemberben adta ki a zenekar a Killection három videóklipjét, az egyik Shake The Baby Silent, a másik az I Dug A Hole In The Yard For You, a harmadik a Like A Bee To The Honey. Az utóbbit még a 90-es években írta a KISS frontembere Paul Stanley, és a Lordit érte az a megtiszteltetés, hogy ezt a dalt a Lordi veheti fel, illetve kiadhatják az új albumukra a dalt, a dalban a szaxofonszólónál Michael Monroe működött közre.
Decemberben a Finn Kaaos TV-ben Mr. Lordi beszélt az új albumról.
Az albumot végül 2020. január 31-én adták ki az AFM Records gondozásában.
2020. április 9-én a zenekar bejelentette a közösségi oldalain hogy koncertet adnak élő adás formájában Scream Stream néven, és arra kérték meg a rajongóikat hogy a kommentszekcióban írjanak öt Lordi dalt, amiket szeretnék hogy eljátszanak. Az eseményre végül Rovaniemiben került sor, ahol többek között válaszoltak a rajongók által feltett kérdésekre.

### Lordiversity (2022−)
2021. április 1-jén bejelentették hogy négy albumot fognak kiadni egyszerre, majd egy nappal később azt mondták hogy ez egy áprilisi tréfa volt, ugyanis nem négy, hanem hét albumot fognak kiadni egyszerre.
Mr. Lordi így nyilatkozott az ötletről: “Tavaly, azon a márciusi héten, miután a Killectourt le kellett mondanunk, úgy gondoltam, hogy ki kell használnom ezt a plusz időt. Hamar világossá vált, hogy ideje elkezdeni egy újabb album megtervezését, még ha a Killection akkor csupán három hónapja jött ki. De aztán rájöttem, hogy nincs unalmasabb annál, mint elkészíteni egy szokásos Lordi albumot.
Élveztem a Killection különböző stílusú dalainak megírását, felvételét és a produceri munkát is, de egy második rész egyszerű megkomponálásának már a gondolata is nagyon unalmasnak tűnt.
Mivel a Killection egy fiktív album volt, azaz egy korábban nem létező, fiktív zenei katalóguson alapult, az volt az ötletem, hogy egyetlen dologgal múlhatnánk felül a Killectiont, mégpedig azzal, ha felvennénk és kiadnánk a teljes katalógust… És így is lesz.
Mire eljön 2021 Halloweenje, a fiktív katalógus már nem lesz fiktív, nagyon is létezni fog… legalábbis nagyrészt. Azt az eredeti ötletemet, hogy 10 albumot csináljak, a kiadó őrültségként utasította vissza. Gyakorlatilag minden egyes alkalommal megcsavartam a kést a sebben. Abban azonban meg tudtunk állapodni, hogy hét album egy elfogadható mennyiség lenne, ha-ha!”
2021. augusztus 19-én a zenekar közzétette a "Believe Me" című kislemezüket, szeptember 24-én az '"Abracadaver", október 22-én a "Borderline", november 26-án a "Merry Blah Blah Blah", december 17-én a "Demon Supreme", 2022. január 7-én a "Day Off Of The Devil",  január 28-án pedig a "Spear Of The Romans" kislemezeket.
2021. november 26-ától a zenekar időszakosan elkezdte kiadni az albumokat.
| 2022. február 15.  | Skelectric Dinosaur              | 1975 | Hard Rock          |
| 2021. november 26. | Superflytrap                     | 1979 | Disco              |
| 2022. február 18.  | The Masterbeast From The Moon    | 1981 | Progressive Rock   |
| 2022. január 28.   | Abusement Park                   | 1984 | Heavy Rock         |
| 2022. január 7.    | Humanimals                       | 1989 | Air/Hair Metal     |
| 2021. december 7.  | Abracadaver                      | 1991 | Thrash/Speed Metal |
| 2022. február 11.  | Spooky Sextravaganza Spectacular | 1995 | Industrial Metal   |
| ------------------ | -------------------------------- | ---- | ------------------ |

## Kritikák
Győzelmük, és már a döntőbe jutásuk után is rengeteg kritikát kapott a zenekar, főleg egyházi személyektől, akik szerint a Lordi sátánista tanokat terjeszt. A finn elnököt, Tarja Halonent meg is kérték még a rendezvény előtt, hogy a Lordi helyett inkább egy finn népi zenekart indítsanak a versenyen.
Győzelmük után főleg a különféle színpadi effektekkel telezsúfolt produkciójukat, a feltűnő jelmezüket, és a pirotechnikai effekteket érték kritikák. Eszerint ezek befolyásolták főleg a nézőket, és nem a zenei produkciójuk minősége.
A zenekarnak van egy riválisa, az amerikai Gwar akik szintén jelmezekben adják elő zenéjüket. Amikor a Lordi felhívást kapott a 2007-es W:O:A fesztiválra, a német újságírók Mr. Lordit kezdték el faggatni a Gwar után. A Lordi egészen eddig nem tudott az amerikai szörnycsoport létezéséről. Mr. Lordi, a Hammer World Magazin 2007. februári számában a következőket nyilatkozta:
"Mi olyan csapatokon nőttünk fel, mint a KISS, a Mötley Crüe, vagy a Twisted Sister, úgyhogy fogalmam sem volt a GWAR létezéséről, amíg a német újságírók el nem kezdtek faggatni róluk. Finnországban ez a zenekar tök ismeretlen. Utánanéztünk persze a zenekarnak, de ahogy láttam, ők inkább megnevettetni akarják az embereket, míg mi egész mások vagyunk. Nálunk nincsenek műpéniszek, nem lövelünk műspermát a közönségre. A GWAR tehát nem hatott ránk, ahogy a White Zombie sem. De bizonyára vannak közös hatásaink. Egyes zenekaroknak jól áll a sima póló, és a farmergatya, ilyen az AC/DC, vagy a Maiden, de mi mások vagyunk..."
Ezek után az amerikai csapat, koncertjeiken Mr. Lordi karórahúzott fejével (mint színpadi kellék) álltak színpadra.

## Zenei stílus
A zenekart, főként a Hard Rock, és a Heavy Metal műfajokba sorolják. A tagok elmondása szerint főként az 1980-as évek zenéje inspirálta őket, olyan zenekarok, mint a KISS, a Twisted Sister, Alice Cooper, a W.A.S.P., a Skid Row vagy a Mötley Crüe. Ez érződik is a zenekar stílusán és dalaiban, bár kedvenceik között megtalálhatóak még az Accept és a Judas Priest. A zenekar a "They Only Come Out At Night" című számában énekel az Accept egykori énekese Udo Dirkschneider. A 2008-as W:O:A fesztiválon ezt a dalt közösen adták elő. Mr. Lordi egyszer a következőket nyilatkozta:
"…nem is metált játszunk, a kiadók akármennyire is ezt várják tőlünk, sokkal inkább a '80-as évek retro-rockjához nyúlunk vissza…"
A zenekart a zenei stílusok mellett az előbb felsorolt zenekarok színpadi showelemei is befolyásolták csakúgy, mint megjelenésükben. Az ilyen stílusok közül főként a Glam Metal és a Sokk Rock volt rájuk hatással.
A zenekar készített feldolgozásokat is. 2003-ban feldolgozta a "He's Back (The Man Behind The Mask)" című dalt. Ezt a felvételt a finn rádió sugározta. Az eredeti felvételt Alice Cooper készítette el 1986-ban a "Constrictor" című albumára és a Péntek 13: Jasons Live filmzenéje lett. A 2007-ben kiadott "They Only Come Out At Night" kislemezre felkerült a "Midnight Mover", amely eredetileg a német heavy metal együttes, az Accept 1985-ös, "Metal Heart" albumán szerepelt. A 2008-as "Deadache" album finn kiadásán található meg bónuszdalként a "The House". Ez eredetileg a finn Dingo zenekar dala. 2014. november elsején a Scare Force One lemezbemutató koncertjén eljátszották a KISS zenekar God of Thunder című dalát. A Scare Force One album japán kiadásán bónuszszámként feldolgozták a Pointer Sisters együttes I'm So Excited című dalát.

## Előadásmód

### Kosztümök
A zenekar a megalakulása óta jelmezekben adja elő számait. Az első jelmezgarnitúra a megalakuláskor 1996-ban lett elkészítve. Amikor eldőlt, hogy ők fogják képviselni Finnországot a 2006-os dalversenyen, új jelmezeket készítettek. A harmadik garnitúra 2008-ban készült el, és legelőször Berlinben használták, egyik koncertjükön.
A jelmezeket, és az egész színpadi megjelenést Mr. Lordi tervezte meg. Egy interjúban elmondottak szerint, akár 5 órába is beletelhet míg egy-egy fellépés előtt a tagok minden jelmezt magukra vesznek, és a megfelelő sminket is felveszik. A jelmezeik miatt sokan sátánizmussal vádolják őket, azonban a zenekar tagjai elismerik Jézust. Sok rajongó a vádra a "Devil Is A Loser" című dalt hozza föl, melynek címe magyarra fordítva: "Az ördög egy vesztes".
A zenekar tagjai mind másfajta szörnyet alakít a színpadon. Minden szörnynek van egy története. Az énekes Mr. Lordi a vezérszörny. Amen a megállíthatatlan múmia, aki az Anubisz dinasztia idején volt fáraó, és 2000 év után feltámasztották, hogy a Lordiban gitározzon. Awa a boszorkány, aki egy francia előkelő hölgy volt, és most vámpírként szintetizátorozik a zenekarban. Ox a minotaurosz, a Kalmageddon rend tagja, ki elődjét Kalmát váltva a basszer. Kita, a földönkívüli szörny, egy Alien, akit Mr. Lordi a Himalája hegyeiben talált meg, kiszabadítva a kígyódémon fogságából, és ezután szövetségre lépett vele.
G-Stealer, egy alien-harcos, aki 50 évvel ezelőtt egy másik galaxisban harcolt, ám a Földre került és a Lordi basszusgitárosa lett. Magnum, egy galaktikai vadász, aki a Mu Arae csillagrendszer zsoldosai közül vált törvényenkívülivé. Mr. Lordi azonban megtalálta és javasolt neki egy szövetséget. Kalma a motoros zombi a pokolból, aki Kita által került be a zenekarba. Enary a manipulatív valkyr, aki a billentyűs hangszerek mögé állt.

### Színpadi show
A zenekart jelmezeik mellett főként színpadi show elemei tették ismertté. Ezekben a produkciókban is érződik a KISS, és Alice Cooper hatása. Az egész zenekar színpadra lépését, és előadásmódját Mr. Lordi tervezte meg. Minden dalhoz köthető egy-egy produkció. Ezek legtöbbször pirotechnikai elemek használatával mennek végbe. Minden tagnak külön-külön vannak show elemei a különböző daloknál.
a színpadi kellékeket bővebben láthatod a a monsterdiscohell.com oldalon Archiválva 2009. március 10-i dátummal a Wayback Machine-ben

### Koncertek, fesztiválok
A zenekar első nagy fellépése 2002 decemberében volt, Helsinkiben. Az egyik legemlékezetesebb koncertjük 2003-ban volt Rauma városban. Ebben az évben már Németországba is eljutottak. 2005-ben került sor az "Europen Monstour" Európai turnéra. A koncertsorozat folyamán eljutottak Párizsba, Moszkvába, Szentpétervárra, Madridba, és még sok más helyre. 2006-ban a zenekar ismét egy európai turnéra indult mely a "Bringing Back The Balls To Europe" nevet kapta. Ennek nyitóestje Stockholmban volt, és erről a koncertről egy DVD is tanúskodik a "Bringing Back The Balls To Stockholm". A zenekar 2007-ben az Ozzfesten lépett fel. 2008-ban Fehéroroszországban is felléptek, majd tavasszal Új-Zélandon is koncerteztek a ROCK2WGNT fesztiválon, olyan előadókkal, mint a KISS, Alice Cooper, Ozzy Osbourne. Ez is azt mutatja, hogy a Lordi ott van a világ legjobb sokk-rock zenekarai között. 2008. május–július között azonban nem koncerteztek, az új album felvételei miatt. Ám ezután ismét Európai körútra indultak. 2008 novemberében Amerikában turnéztak, majd 2009-ben került sor a "Deadache Tour"-ra. Itt érintették Budapestet is.

## Diszkográfia
Stúdióalbumok
| Megjelenés dátuma    | Album címe                                  | Producer        | Lemezeladás (Finn) | Helyezés (Finn) | Kiadó       |
| -------------------- | ------------------------------------------- | --------------- | ------------------ | --------------- | ----------- |
| 2002. november 1.    | Get Heavy                                   | T.T. Oskala     | 67 636             | 3               | BMG         |
| 2004. június 1.      | The Monsterican Dream                       | Hiili Hiilsema  | 33 102             | 4               | BMG         |
| 2006. március 10.    | The Arockalypse                             | Jyrki Tuovinen  | 97 149             | 1               | Sony BMG    |
| 2008. október 29.    | Deadache                                    | Nino Laurenne   |                    | 5               | Sony BMG    |
| 2010. szeptember 15. | Babez for Breakfast                         | Michael Wagener |                    | 9               | Sony Music  |
| 2013. március 1.     | To Beast or not to Beast                    | Michael Wagener |                    | 8               | Sony Music  |
| 2014. október 31.    | Scare Force One                             | Mikko Karmila   |                    | 13              | Sony Music  |
| 2016. szeptember 16. | Monstereophonic (Theaterror Vs. Demonarchy) | Nino Laurenne   |                    | 10              | AFM Records |
| 2018. május 25.      | Sexorcism                                   | Mikko Karmila   |                    |                 | AFM Records |
| 2020. Január 31.     | Killection                                  | Mr. Lordi       |                    |                 | AFM Records |
| 2021. November 26.   | Lordiversity                                | Mr. Lordi       |                    |                 | AFM Records |

## Háttér

### Producer
| Név             | Időszak             | Nagylemezek                                                        | Kislemezek |
| --------------- | ------------------- | ------------------------------------------------------------------ | --- |
| T.T. Oksala     | 2002–2003           | Get Heavy (2002)                                                   | Would You Love a Monsterman? Devil Is A Loser                                                                                                 |
| Hiili Hiilesmaa | 2003–2004           | The Monsterican Dream (2004)                                       | My Heaven Is Your Hell Blood Red Sandman |
| Jyrki Tuovinen  | 2005–2008           | The Arockalypse (2006)                                             | Hard Rock Hallelujah Who's Your Daddy? Would You Love a Monsterman? 2006 It Snows in Hell They Only Come Out at Night Beast Loose In Paradise |
| Nino Laurenne   | 2008–2010 2016      | Deadache (2008) Monstereophonic (Theaterror Vs. Demonarchy) (2016) | Bite It Like a Bulldog Deadache Hug You Hardcore                                                                                              |
| Michael Wagener | 2010– 2014          | Babez for Breakfast (2010) To Beast or not to Beast (2013)         | This Is Heavy Metal Rock Police The Riff Sincerely With Love                                                                                  |
| Mikko Karmila   | 2014–2016 2017-2018 | Scare Force One (2014) Sexorcism (2018)                            | Nailed By the Hammer of Frankenstein Scare Force One House of Ghosts                                                                          |

### Menedzser
- Ari "Arska" Tiainen (1997–2006)
- Bill Aucoin (2006–2010)

### Kiadó
| Kiadó neve        | Ország             | Időszak     |
| ----------------- | ------------------ | ----------- |
| Sony BMG          | finn               | 2002 -      |
| Drakkar Records   | német              | 2002 – 2008 |
| Sanctuary Records | brit               | 2004 – 2005 |
| The End Records   | amerikai · kanadai | 2006 -      |
| GUN Records       | német              | 2008 -      |
| AFM Records       | német              | 2012 -      |

## Külső hivatkozások
- lordi.fi Archiválva 2011. február 25-i dátummal a Wayback Machine-ben